# Aventures de médecine
Aventures de médecine est une émission de télévision documentaire médicale française créée sur une idée originale de Michel Cymes. Diffusée depuis le 16 janvier 2012 sur France 3 puis France 2, elle est présentée par Michel Cymes.

## Concept
Chaque documentaire se penche sur l'histoire d'une révolution médicale, des pionniers aux dernières techniques actuelles, à l'aide de reportages, d'explications illustrées d'images de synthèse, et d'interviews de médecins et de patients. En fil rouge, le présentateur suit un évènement (une opération chirurgicale, la vie d'un service d'hôpital...) en lien avec le sujet du documentaire.

## Historique
Fin 2011, l'animateur et médecin Michel Cymes tourne un documentaire de 90 minutes pour France 3 sur les greffes de visage. Aventures de médecine : Un visage, une vie est diffusé le 16 janvier 2012 sur cette même chaîne.
Après une bonne audience et une critique positive du premier numéro, de nouvelles émissions sont commandées et sont désormais diffusées sur France 2,.
Le 14 octobre 2015, Michel Cymes et Emma Strack sortent le livre Aventures de médecine (Éditions du Chêne) reprenant les sujets des documentaires télévisés.

## Liste des émissions
| N° | Date de diffusion | Titre                            | Sujet | Auteurs                                      | Téléspectateurs (en millions) | Part d'audience | Réf.   |
| -- | ----------------- | -------------------------------- | --- | -------------------------------------------- | ----------------------------- | --------------- | ------ |
| 0  | 16 janvier 2012   | Un visage, une vie               | La greffe de visage en fil rouge, la reconstitution pas à pas d'un visage mutilé. | Gaël Chauvin Marie-Noëlle Himbert            | 2,38                          | 8,4 %           | ,      |
| 1  | 11 mars 2014      | Au cœur de l'homme               | Le cœur et la cardiologie en fil rouge, le trajet d'un cœur du donneur au receveur et sa transplantation à l'hôpital de la Pitié-Salpêtrière à Paris. | Gaël Chauvin Claire Feinstein                | 2,83                          | 11,4 %          | ,      |
| 2  | 24 mars 2015      | Donner la vie                    | La naissance de la vie : de la conception à l'accouchement en fil rouge, la vie du service maternité de l'hôpital Jeanne de Flandres à Lille. | Rudy Bancquart Gaël Chauvin                  | 2,98                          | 12,8 %          | ,      |
| 3  | 31 mars 2015      | L'homme réparé                   | Les prothèses en fil rouge, une opération de neurochirurgie sur un patient atteint de Parkinson à l'hôpital de la Pitié-Salpêtrière à Paris. | Géraldine Laura Marie-Sophie Tellier         | 2,55                          | 10,4 %          | ,      |
| 4  | 13 octobre 2015   | Les pionniers de l'urgence       | La médecine d'urgence et la médecine militaire en fil rouge, l'entrainement des médecins militaires des Forces armées en Guyane dans la forêt amazonienne. | Gaël Chauvin Perrine Dutreil                 | 2,71                          | 11,3 %          | ,      |
| 5  | 9 février 2016    | Autopsie d'un crime              | La police scientifique, la médecine légale et le profilage criminel en fil rouge, la résolution du meurtre de Michel Cymes par les policiers et gendarmes. | Setti Dali Emilie Lancon                     | 2,44                          | 10,1 %          | ,      |
| 6  | 14 juin 2016      | Les premiers pas de la pédiatrie | La pédiatrie en fil rouge, la prise en charge d'un nouveau-né atteint d'un laparoschisis à l'hôpital Necker à Paris et l'opération de la scoliose d'une adolescente à l'hôpital de la Timone à Marseille. | Setti Dali Emilie Lancon                     | 2,98                          | 12,1 %          | ,      |
| 7  | 11 octobre 2016   | Greffe : La deuxième chance      | Les greffes d'organes en fil rouge, la greffe des deux poumons à une patiente atteinte d'hypertension artérielle pulmonaire et du syndrome de Buckley (en) qui vit sous oxygène en permanence, et la greffe d'un rein de son mari à une patiente atteinte d'insuffisance rénale chronique qui ne survit que grâce à la dialyse. | Gaël Chauvin Perrine Dutreil Timothée Dereix | 2,24                          | 9,9 %           | ,      |
| 8  | 4 avril 2017      | Vaincre les épidémies            | Les virus | Gaël Chauvin Michel Cymes                    | 0,90                          | 3,5 %           | [ 23 ] |
| 9  | 4 juillet 2017    | Manger mieux pour vivre mieux    | L'obésité | Gaël Chauvin Michel Cymes                    | 2,42                          | 11,5 %          | [ 24 ] |
| 10 | 24 octobre 2017   | Des vétérinaires en action       | La médecine vétérinaire | Gaël Chauvin Perrine Dutreil                 | 2,10                          | 8,7 %           | [ 25 ] |
| 11 | 16 octobre 2018   | La sexualité dans tous ses états | La sexualité et de la sexologie | Stéphanie Rathscheck Maroussia Renard        | 2,09                          | 9 %             | [ 26 ] |

## Accueil
Les huit émissions sont suivies en moyenne par 2,64 millions de téléspectateurs, soit 10,8 % de part d'audience. Les épisodes Donner la vie et Les premiers pas de la pédiatrie réalisent le meilleur score de l'émission en attirant 2,98 millions de téléspectateurs, tandis que l'épisode Greffe : La deuxième chance réalise le pire score avec 2,24 millions de téléspectateurs.
En 2014, le deuxième numéro Au cœur de l'homme se place à la troisième position dans le baromètre Quali TV de France Télévisions.